# Barkuk
Al Malik az-Zahir Saif ad-Din Barkuk ibn Anas (sau Barquq, în arabă: المالك الظاهر سيف الدين برقوق بن أنس  , circa 1339 - iunie 1399) supranumit și Al Usman al-Yalbughawi  اليبغاوى a fost sultan mameluc al Sultanatului Egiptului, cel dintâi din "dinastia" Burdjită.
A domnit între anii 1382-1389 și 1390-1399. A fost cerchez, la fel ca majoritatea sultanilor burdjiți (regimul burdjit se numea de aceea și Dawlat al Djarkas - statul cerchezilor).

## Originea si ascensiunea
Cerchez de origine, cioban, fiu al unui tată musulman , pe nume Anas , Saif ad Din a fost răpit în copilărie și apoi vândut la un târg de sclavi în Crimeea, apoi adus în Egipt ca rob ("adjlab" = import recent), prin anul 1363 de către negustorul de sclavi numit Hawadja Osman ibn Musafir. După o perioadă de învățătură coranică și în limba arabă, și de deprindere a artelor militare, în care s-a distins în mod deosebit, Barkuk a fost recrutat la oaste de către emirul Yalbogha Al Umari, care fusese tutorele sultanului și mâna lui dreaptă. De aceea Barkuk a fost supranumit și „al Yalbughawi”. Numele Barkuk înseamnă „prună”.
Din anul 1341 sultanatul mameluc al Egiptului era guvernat de urmașii lui Al-Nassir Muhammad, dar nici unul din ei nu s-a dovedit suficient de puternic pentru a exercita un control eficient. Mulți din ei erau minori la data înscăunării și erau manevrați de diversele facțiuni mameluce aflate în rivalitate. După mai mulți ani de detențiune și exil la Kerak, în Transiordania, după moartea crudului Yalbogha, care, fusese ucis de proprii săi mameluci, în 1373 lui Barkuk i s-a permis să revină la Cairo, fiind  promovat mentor (atabak) al copiilor sultanului Al Ashraf Sha'ban înălțat în cele din urmă la rangul de emir și mai marele grajdurilor regale. În anul 1377 când sultanul al-Ashraf Sha'ban,a fost detronat și asasinat, complotiști mameluci din regimentul Al Burdjiya (adică din citadela orașului Cairo, ar. burdj, plural abradj) l-au urcat pe tron pe copilul său, de 7 ani, al-Mansur Ala ad-Din Ali ibn Sha'ban. După decesul acestuia i-a urmat la domnie fratele său mai tânăr, As Salih Salah ad-Din Hadji II ibn Sha'aban. 
Barkuk era membru al facțiunii la putere, iar din 1376-1378 devenise de fapt  și cel mai puternic demnitar în țară, căsătorit cu mama celor doi tineri sultani.

## Prima domnie

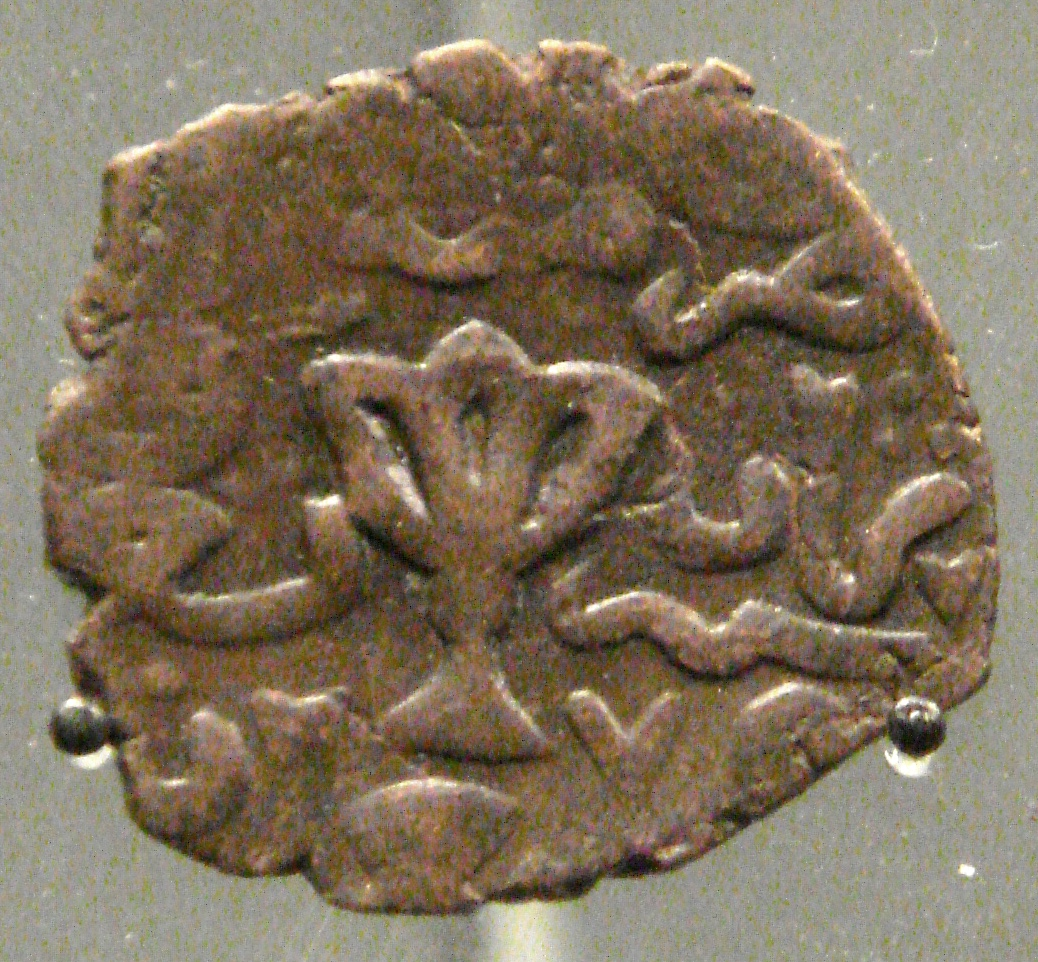
Monedă "fals" de aramă din timpul domniei lui Barkuk, imprimată la Damasc în numele califului Al Mut'asem al II-lea

În anul 1382 Barkuk l-a detronat pe As Salih Salah ad-Din Hadji II , sultanul. În felul acesta a pus capăt regimului mameluc al Bahriților și al dinastiei Qalawunizilor, și a preluat puterea în țară, luându-și titlul de „Malik az-Zahir”. Regimul instalat de el și de urmașii săi, numiți Burdjiți, a fost la fel de arbitrar ca și cel precedent.
Pentru a-și întări puterea, încă înainte de a urca pe tron, în 1380, Barkuk a procedat la o împărțire administrativă a Egiptului rural după modelul sirian în trei "niyābat al saltanat", cu centrele la Alexandria, Damanhur și Asyut, de asemenea a localizat și adus în Egipt cu ajutorul aceluiași negustor de sclavi Osman ibn Musafir, pe tatăl său și multe rude de-ale sale din Caucaz pentru a-i numi în funcții înalte în conducerea militară și administrativă. Barkuk s-a ocupat personal de educația a doi nepoți ai săi, Baybars și Sudun, care ulterior au ocupat posturi însemnate de comandanți de oaste și dregători.
Barkuk a creat un corp de 5000 mameluci regali de origine cercheză sau greacă,așa numiții Zahiriți, iar în scopul întreținerii și plații soldelor a creat în 1383 o instituție financiară numită "diwan al mufrad".
În aceste circumstanțe o parte din confrații săi mameluci s-au văzut lezați în autoritatea lor. Unii, mai ales de origine turcă și kurdă au sprijinit  în 1383 complotul califului Al Mutawakil împotriva sa, și atunci Barkuk a fost nevoit să-l aresteze pe acesta și să numească un calif nou.
Barkuk a patronat mari construcții, între care Madrasa și Khanka Sultan Barkuk în centrul Cairo-ului, terminată în anul 1386. Aceasta este una din cele trei monumente care domină strada Bayn al-Qasrayn din Cairo-ul fatimid. Deși numită adesea Mausoleul lui Barkuk, acolo se află numai mormântul fiicei sale. Tot în vremea primei sale domnii a fost ridicat și caravanseraiul central al faimosului suk Khan Al Khalili, inițiativa fiind a emirului Djaharks Al Khalili. Pe plan extern Barkuk a obținut printr-o campanie militară în 1387 includerea principatului Sivas în zona de suzeranitate egipteană.

## Răscoala
După ce în anii 1386-1387 Barkuk a trebuit să reprime în fașă o mișcare de revoltă din Damasc inspirată de câțiva juriști din jurul lui Ahmed az-Zahir, și numită de aceea „revolta zahirită”, în anul 1389 el a fost înlăturat de pe tron de o altă rebeliune pornită, de această dată, din nordul Siriei, condusă de guvernatorii din Malatya și Aleppo - Mintash, și, respectiv, Yalbogha al-Nasiri, și susținută de turkmeni anatolieni.
În locul sau a fost readus pe tron predecesorul sau, Al Salih Hadji al II-lea, care a primit acum și numele de al-Muzaffar. După înfrângerea sub zidurile capitalei la 6 mai 1389. Fiind prins, Barkuk a fost închis la Kerak, la est de Iordan. În Egipt a continuat instabilitatea pricinuita de confruntări între diversele grupări de mameluci. Profitând de aceasta, Barkuk a evadat, a adunat o oaste de cerchezi și de beduini arabi beduini, și în fruntea ei a revenit la putere la Cairo în februarie 1390. El a schimbat apoi pe toți guvernatorii și funcționarii superiori din sultanat. Principalul conducător al rebelilor, Mintash, a fost urmărit si ucis.

## A doua domnie
În anii 1393-1394 primejdia unei invazii din partea turco-mongolilor lui Timur Lenk a devenit tot mai iminentă. În 1393 Barkuk a poruncit execuția solilor lui Timur Lenk, care veniseră să-i ceară supunere. În consecință, Barkuk a înjghebat alianțe contra lui Timur, cu  Imperiul Otoman, cu Hoarda de Aur și cu principatul Sivas. În 1395 Barkuk a plecat în fruntea unei oști în Siria, în așteptarea atacului mongol. Numai că Timur a trebuit să revină în India și mamelucii obținură un răgaz de câțiva ani. Timur Lenk fu în acest răstimp ocupat în campanii militare în Transcaucazia, Rusia și India.

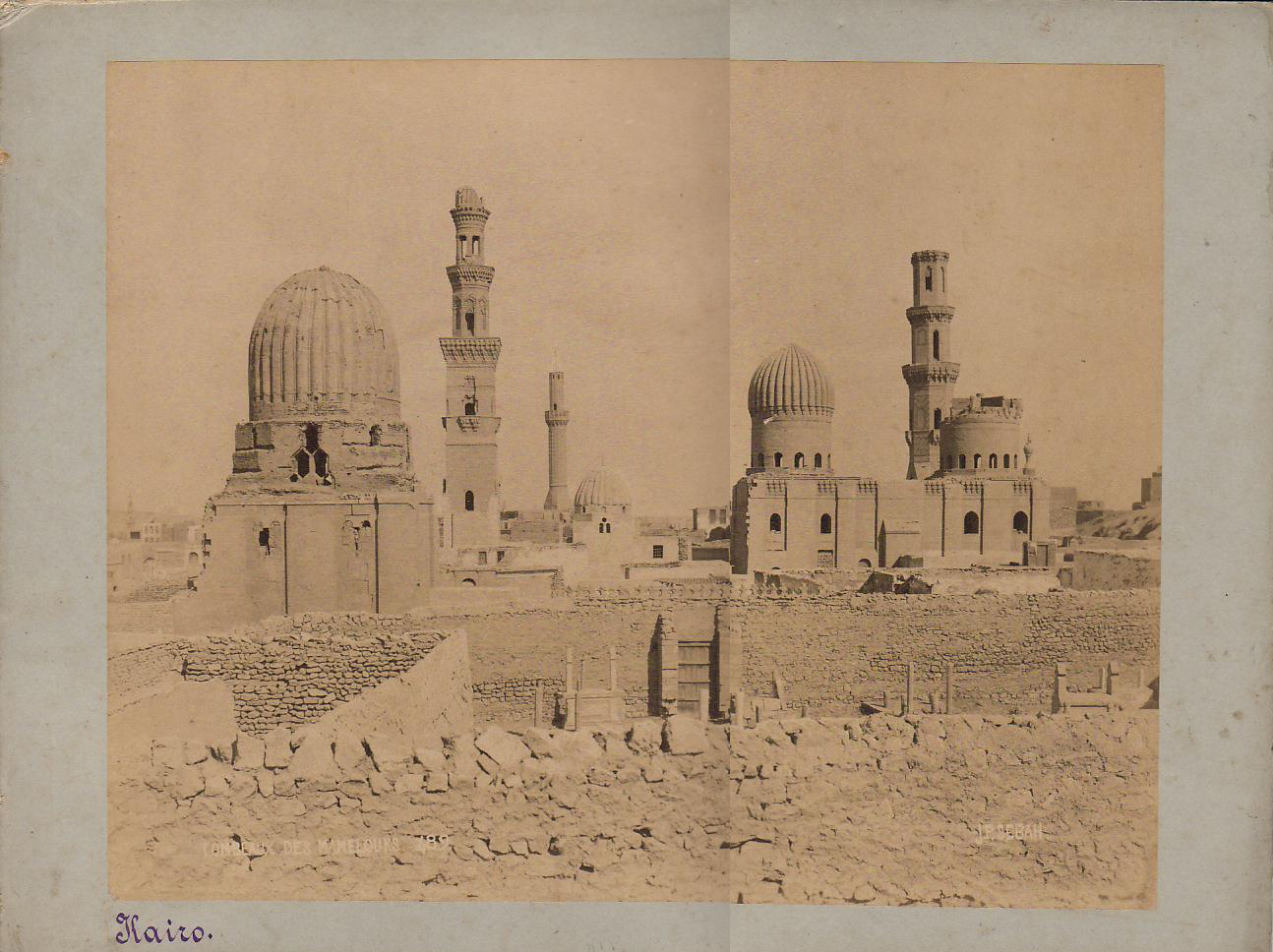
Mausoleul mamelucilor lângă Cairo, fotografie din anii 1880, Pascal Sebah

Barkuk a murit în iunie 1399 și i-a urmat la tron fiul sau, Faradj, poreclit mai târziu An-Nasser Faradj, care va trebui să se măsoare cu invazia lui Timur Lenk în sultanat. Urmașii lui Barkuk au reprezentat așa numita dinastie Zahirită (1382-1412)

Barkuk a dat atenție finanțelor și agriculturii, a sprijinit științele, artele și literatura, în acelas timp a încurajat frățiile mistice și a făcut pelerinaje la mormintele lui Al Shafii și as-Saida Nafisa. Medresa pe care a ctitorit-o la Cairo permitea învățătură teologică gratuită. În 1384 Barkuk l-a numit pe renumitul învățat și profesor de drept Ibn Khaldun judecător (cadiu melikit) al capitalei Cairo. În timpul lui Barkuk, Egiptul și agricultura sa a suferit de pe urma mai multor epidemii. Curtea sultanului era aprovizionată în permanență cu articole de lux. Pentru a facilita aducerea de înghețată din Siria, Barkuk a înființat stațiuni intermediare de transport pe tot parcursul drumului din Damasc până în Egipt. Barkuk a cultivat, între altele, echitația, posedând herghelii de armăsari de cea mai bună spiță. Simbolul său heraldic era șoimul.
Barkuk a fost înmormântat în cimitirul de nord al orașului Cairo, aflat în deșert, la poalele dealului Muqattam. în complexul Khanqah al-Nasir Faraj ibn Barquq înălțat în 1398-1411 de fiul său, sultanul Al Faradj. Aici sunt înmormântați și tatăl sau, Anas, și fiul Al Faradj.